# 生物化学概述
生物化学 – 是对生物体体内化学过程的研究。旨在阐释所有生命体和生命活动的化学机理。

## 生物化学的应用
- 测试
  - 埃姆斯测试 – 将沙门氏菌暴露于安全性有待检测的化学品（例如食品添加剂）环境中，并检测细菌生长量的变化。 这个测试的意义在于，通过筛选化学品对DNA的诱变能力，来确定其对人体的潜在致癌性[1]。
  - 妊娠试验 – 使用尿样或是血液样品。两种都是通过检验人绒毛膜促性腺激素（hCG）的存在，来鉴别是否怀孕。这种激素是在胚胎植入到子宫壁不久后，由胎盘分泌和积累的[2]。
  - 乳腺癌检查 – 通过测试在两个特定基因上的突变—BRCA1和BRCA2来确定患乳腺癌的风险[3]。
  - 产前基因检验 – 检测胎儿的潜在遗传缺陷，以发现染色体异常（如唐氏综合症）或先天缺陷（如脊柱裂）。
  - PKU测试 – 苯丙酮尿症（PKU）是一种代谢紊乱，由于缺少苯丙氨酸羟化酶而造成。这种酶的缺失会导致苯丙氨酸的积累，可能会导致智力迟钝[4]。
- 遗传工程 – 把一个基因从一个生物体转移到另一个生物体内[5]。例如，生物化学家把人胰岛素的基因植入细菌体内，细菌就可以通过蛋白质翻译的过程，生成人胰岛素。
- 克隆 – 多莉羊是第一个从体细胞克隆得到的哺乳动物。 克隆羊从基因层面而言，与原来提供细胞的那只羊完全相同[6]。
- 基因治疗 – 将健康的或修饰过的基因插入生物体来替代引起疾病的基因。一般是通过一种经过特殊改造后的携带DNA的病毒，把健康基因插入患者的靶细胞内。在1990年时，这一疗法第一次成功应用在一个4岁的患有一种罕见的，称为严重联合体免疫机能丧失（SCID）的遗传性免疫系统疾病的患者身上[7]。

## 生物化学的分支

### 主要分支
- 动物生物化学
- 植物生物化学
- 分子生物学
- 细胞生物学
- 新陈代谢
- 免疫学
- 遗传学
- 酶

### 其他分支
生物技术、生物发光、遗传工程、内分泌学、神经化学、血液学、营养学、光合作用、环境化学、毒理学

## 生物化学的历史
生物化学史

## 生物化学的基本概念
- 生物分子的基本分类

  - 碳水化合物：糖类 -- 二糖 -- 多糖 -- 淀粉 -- 糖原 
  - 脂类：脂肪酸 -- 脂肪 -- 必需脂肪酸 -- 植物油 -- 蜡 -- 胆固醇
  - 核酸：DNA -- RNA -- mRNA -- tRNA -- rRNA -- 密码子 -- 腺嘌呤 -- 胞嘧啶 -- 鸟嘌呤 -- 胸腺嘧啶 -- 尿嘧啶
  - 蛋白质：

    - 氨基酸 -- 甘氨酸 -- 精氨酸 -- 赖氨酸
    - 肽链 -- 一级结构 -- 二级结构 -- 三级结构 -- 构象 -- 蛋白质折叠
- 化学性质：

  - 共价键 -- 离子键 -- 氢键
  - 亲水性 -- 疏水性 -- 极性
  - pH值 -- 酸 -- 碱 -- 碱基
  - 氧化 -- 还原 -- 水解
- 结构化合物：

  - 细胞内：鞭毛蛋白 -- 肽聚糖 -- 鞘磷脂 -- 肌动蛋白 -- 肌球蛋白
  - 动物体内：几丁质 -- 角蛋白 -- 胶原蛋白 -- 丝心蛋白
  - 植物体内：纤维素 -- 木质素
- 酶以及酶活性：

  - 酶动力学 -- 酶抑制剂
  - 蛋白酶解 -- 泛素 -- 蛋白酶体
  - 激酶 -- 脱氢酶
- 生物膜：流动镶嵌模型 -- 扩散作用 -- 渗透

  - 磷脂 -- 糖脂 -- 糖萼 -- 抗原 -- 异戊二烯
  - 离子通道 -- 质子泵 -- 电子传递 -- 电化学梯度 -- 醌 -- 核黄素
- 代谢通路：

  - 生物色素：叶绿素 -- 胡萝卜素 -- 叶黄素 -- 细胞色素 -- 血红蛋白 -- 肌红蛋白 -- 吸收光谱 -- 荧光
  - 光合作用：光反应 --暗反应
  - 发酵：乙酰辅酶A -- 乳酸
  - 呼吸作用：三磷酸腺苷（ATP） -- NADH -- 丙酮酸 -- 柠檬酸
  - 化能合成
- 调控

  - 激素：生长素
  - 信号转导 -- 生长因子 -- 转录因子 -- 蛋白激酶
  - 机能失调：肿瘤 -- 原癌基因 -- 抑癌基因
  - 受体：整联蛋白 -- 跨膜受体 -- 离子通道
- 技术：电泳 -- 色谱 -- 质谱 -- X-射线衍射 -- Southern blot -- 分离技术 -- 革兰氏染色 -- 表面等离子共振

## 生化技术

### 分子遗传学
- DNA测序
- 聚合酶链反应
- Northern blotting
- Southern blotting
- 蛋白质融合
- DNA芯片
- 生物信息学
- 流式细胞术

### 蛋白质纯化
- Western blotting
- 相色谱
- ELISA

### 结构测定
- X射线晶体学
- NMR
- 电子显微镜
- 分子动力学
- 质谱分析
- 同位素标签

### 生物分子之间的相互作用
- 免疫共沉淀
- 电泳转移验
- Southwestern blotting